# Simulium odontostylum
Simulium odontostylum är en tvåvingeart som beskrevs av Rubtsov 1947. Simulium odontostylum ingår i släktet Simulium och familjen knott. Inga underarter finns listade i Catalogue of Life.